# Coppa del Mondo giovani di slittino 2001
La Coppa del Mondo giovani di slittino 2000/2001 fu la quarta edizione del circuito mondiale dello slittino relativo alla categoria giovani -che all'epoca veniva indicata come juniores I-, manifestazione organizzata annualmente dalla FIL; iniziò il 2 dicembre 2000 ad Innsbruck in Austria e si concluse il 4 febbraio 2001 a Winterberg in Germania e si svolse in contemporanea alla medesima competizione riservata agli juniores. Si disputarono dieci gare: cinque prove nel singolo donne ed altrettante nel singolo uomini in cinque differenti località.
Le coppe di cristallo, trofeo conferito ai vincitori del circuito, furono assegnate alla tedesca Heike Kobylka per quanto concerne il singolo donne ed al connazionale Andreas Graitl nel singolo uomini.

## Calendario
| Tappa  | Località             | Pista                           | Data                | Singolo | Singolo |
| Tappa  | Località             | Pista                           | Data                | Donne   | Uomini  |
| ------ | -------------------- | ------------------------------- | ------------------- | ------- | ------- |
| 1      | Innsbruck            | Olympia Eiskanal Innsbruck-Igls | 2–3 dicembre 2000   | ●       | ●       |
| 2      | Schönau am Königssee | Eisarena Königssee              | 9–10 dicembre 2000  | ●       | ●       |
| 3      | Oberhof              | Pista di Oberhof                | 15–16 dicembre 2000 | ●       | ●       |
| 4      | Altenberg            | Eiskanal Altenberg              | 13–14 gennaio 2001  | ●       | ●       |
| 5      | Winterberg           | Eisarena Winterberg             | 3–4 febbraio 2001   | ●       | ●       |
| Totale | Totale               | Totale                          | Totale              | 5       | 5       |

## Risultati

### Singolo donne
| Data             | Località             | Nazione  | Prima classificata       | Seconda classificata     | Terza classificata       | RU    |
| ---------------- | -------------------- | -------- | ------------------------ | ------------------------ | ------------------------ | ----- |
| 3 dicembre 2000  | Innsbruck            | Austria  | Heike Kobylka Germania   | Martina Kocher Svizzera  | Vika Gatker Stati Uniti  | [ 2 ] |
| 10 dicembre 2000 | Schönau am Königssee | Germania | Heike Kobylka Germania   | Julia Clukey Stati Uniti | Vika Gatker Stati Uniti  | [ 3 ] |
| 16 dicembre 2000 | Oberhof              | Germania | Julia Clukey Stati Uniti | Heike Kobylka Germania   | Martina Kocher Svizzera  | [ 4 ] |
| 14 gennaio 2001  | Altenberg            | Germania | Heike Kobylka Germania   | Stefanie Kappen Germania | Julia Clukey Stati Uniti | [ 5 ] |
| 4 febbraio 2001  | Winterberg           | Germania | Heike Kobylka Germania   | Mélanie Ougier Francia   | Stefanie Kappen Germania | [ 6 ] |

### Singolo uomini
| Data             | Località             | Nazione  | Primo classificato      | Secondo classificato     | Terzo classificato       | RU     |
| ---------------- | -------------------- | -------- | ----------------------- | ------------------------ | ------------------------ | ------ |
| 2 dicembre 2000  | Innsbruck            | Austria  | David Mair Italia       | Ian Cockerline Canada    | Andreas Graitl Germania  | [ 7 ]  |
| 9 dicembre 2000  | Schönau am Königssee | Germania | Andreas Graitl Germania | Logan Gastio Stati Uniti | Robert Eschrich Germania | [ 8 ]  |
| 15 dicembre 2000 | Oberhof              | Germania | Ian Cockerline Canada   | Samuel Edney Canada      | Andi Langenhan Germania  | [ 9 ]  |
| 13 gennaio 2001  | Altenberg            | Germania | Andreas Graitl Germania | Bernhard Prinoth Italia  | Robert Eschrich Germania | [ 10 ] |
| 3 febbraio 2001  | Winterberg           | Germania | Andreas Graitl Germania | Bernhard Prinoth Italia  | Andi Langenhan Germania  | [ 11 ] |

## Classifiche

### Singolo donne
| Pos. | Nome             | Nazione     | Risultati ottenuti | Risultati ottenuti | Risultati ottenuti | Risultati ottenuti | Risultati ottenuti | Punti totali |
| Pos. | Nome             | Nazione     | INN                | KÖN                | OBE                | ALT                | WIN                | Punti totali |
| ---- | ---------------- | ----------- | ------------------ | ------------------ | ------------------ | ------------------ | ------------------ | ------------ |
| 1    | Heike Kobylka    | Germania    | 1                  | 1                  | 2                  | 1                  | 1                  | 485          |
| 2    | Julia Clukey     | Stati Uniti | 4                  | 2                  | 1                  | 3                  | 7                  | 361          |
| 3    | Stefanie Kappen  | Germania    | 8                  | 6                  | 4                  | 2                  | 3                  | 307          |
| 4    | Vika Gatker      | Stati Uniti | 3                  | 3                  | 5                  | 6                  | 4                  | 305          |
| 5    | Martina Kocher   | Svizzera    | 2                  | 5                  | 3                  | –                  | 6                  | 260          |
| 6    | Anika Meißner    | Germania    | 6                  | 4                  | 8                  | 4                  | 9                  | 251          |
| 7    | Julija Bilska    | Ucraina     | 11                 | 12                 | 12                 | 11                 | 11                 | 166          |
| 8    | Jana Šišajová    | Slovacchia  | 7                  | 11                 | 9                  | 7                  | –                  | 165          |
| 9    | Meaghan Simister | Canada      | 10                 | 9                  | 7                  | DNF                | 8                  | 163          |
| 10   | Aija Katkovska   | Lettonia    | 5                  | 7                  | 6                  | –                  | –                  | 151          |

### Singolo uomini
| Pos. | Nome             | Nazione     | Risultati ottenuti | Risultati ottenuti | Risultati ottenuti | Risultati ottenuti | Risultati ottenuti | Punti totali |
| Pos. | Nome             | Nazione     | INN                | KÖN                | OBE                | ALT                | WIN                | Punti totali |
| ---- | ---------------- | ----------- | ------------------ | ------------------ | ------------------ | ------------------ | ------------------ | ------------ |
| 1    | Andreas Graitl   | Germania    | 3                  | 1                  | 5                  | 1                  | 1                  | 425          |
| 2    | David Mair       | Italia      | 1                  | 4                  | 4                  | 11                 | 5                  | 309          |
| 3    | Andi Langenhan   | Germania    | 4                  | 5                  | 3                  | 6                  | 3                  | 305          |
| 4    | Robert Eschrich  | Germania    | 5                  | 3                  | 8                  | 3                  | 4                  | 297          |
| 5    | Ian Cockerline   | Canada      | 2                  | 20                 | 1                  | 16                 | 7                  | 277          |
| 6    | Samuel Edney     | Canada      | 6                  | 7                  | 2                  | 9                  | 10                 | 256          |
| 7    | Bernhard Prinoth | Italia      | 15                 | DNF                | 10                 | 2                  | 2                  | 232          |
| 8    | Mike Gerner      | Germania    | 7                  | 15                 | 7                  | 5                  | 6                  | 223          |
| 9    | Preston Griffall | Stati Uniti | 9                  | 6                  | 13                 | 4                  | 8                  | 221          |
| 10   | Dan Joye         | Stati Uniti | 14                 | 8                  | 12                 | 7                  | 20                 | 169          |